# Calréticuline
Ne doit pas être confondu avec Calrétinine.
La calréticuline est une protéine découverte par Michel Obéid lors de tests sur la lutte contre le cancer. Elle est synthétisée par le gène CALR.
C'est une des protéines chaperons solubles du réticulum endoplasmique, permettant avec la calnexine un maintien des protéines non totalement repliées dans le réticulum. Ce sont des lectines, capables de fixer les oligosaccharides acquis par les protéines dont la conformation spatiale (pliage) n'est pas adaptée. Elles reconnaissent les oligosaccharides fixés par la liaison N-osidique qui contiennent un seul glucose terminal et se fixent uniquement sur des protéines lorsque deux des trois glucoses initialement fixés ont été enlevés par les glucosidases du réticulum. Elle intervient dans la régulation de la concentration en ion calcium en intra cellulaire et en intra réticulum, dans la cicatrisation et dans l'immunité, surtout lorsqu'elle est située en dehors du réticulum (cytosol, membrane externe ou matrice inter cellulaire). Une expression augmentée de la calréticuline pourrait causer une résistance aux interférons.
En médecine, des mutations sur le gène CALR sont fréquentes en cas de thrombocytémie essentielle et de myélofibrose primitive et semblent être un marqueur de meilleur pronostic. Ces mutations semblent être exclusives avec celles concernant le JAK2 ou le récepteur à la thrombopoïétine (MPL) (des mutations sur les trois gènes en même temps n'ont pas été décrites).